# Доктрина открытия
Доктрина открытия (англ. Discovery Doctrine) — концепция, сформулированная Верховным судом США в серии решений, наиболее известным из которых было решение по делу «Джонсон против Минтоша» в 1823 году. 
На основании данной доктрины председатель Верховного суда Джон Маршалл объяснял претензии колониальных властей на открытые ими земли в эпоху великих географических открытий. Согласно данной доктрине, право собственности на вновь открытые земли находится в распоряжении правительства, чьи подданные открыли эту территорию. Доктрина использовалась с целью лишения аборигенного населения (в данном случае индейцев) права собственности на землю, которая согласно доктрине считалась «ничейной», в пользу колониальных или постколониальных правительств.
Джон Маршалл не выражал полной поддержки данной доктрины, хотя использовал её для оправдания судебных решений. Он считал, что данная доктрина является обычным фактом, поскольку переход земель в руки белых поселенцев имел место, а значит, этот процесс следовало признать как реальность. Доктрина основывалась на якобы более низком уровне развития коренного населения, чьи права для Маршалла имели второстепенный характер по сравнению с правами белого населения. Логическим следствием данной доктрины стало принятие в 1830 г. Закона о переселении индейцев.

## Соотношение с доктриной завоевания
Доктрина открытия базируется в какой-то мере на доктрине завоевания, то есть на праве завоевателя присоединять завоёванные территории к уже имеющимся у завоевателя территориям и праве самостоятельно, без оглядки на правовую систему, ранее действовавшей на завоёванной территории, определять вещные права (собственности, держания, владения, пользования, распоряжения и т. д.) конкретных субъектов владения земельными участками — от полного признания прав конкретных землевладельцев до полного лишения (отторжения) этих прав по усмотрению завоевателя в пользу его собственных подданных, государства или самого правителя. 
При этом, хотя более низкий уровень общественного развития завоёванных имеет существенное значение для лишения их каких-либо прав на завоёванные земли, но при желании завоевателя отобрать или перераспределить любые права на присоединённые территории вследствие аннексии соседнего государства целиком или частично ничто формально не препятствовало завоевателю так и поступить. 
Независимо от того, является ли такое государство по отношению к государству завоевателя равным по степени общественно-политического развития или даже превосходит государство завоевателя по данному критерию (например, завоевания кочевыми народами городов с оседлым населением). При этом неформальные ограничения, конечно, есть, но они обусловлены политическим положением самого завоевателя, и если он начнёт воевать против своих соседей с лишением прав состояния новых подданных, завоёванных вместе с территорией, то, вероятно, окажется в политической изоляции во внешней политике (вплоть до угрозы войны всех против него) и вызовет недовольство своих собственных подданных, равных по статусу субъектам, лишённых прав землевладения на присоединённой территории по итогам войны (из-за потенциальной угрозы собственным правам и интересам этих «старых» подданных). По этой причине доктрина завоевания в мировой истории в полной или значительной мере осуществлялась лишь такими завоевателями, которые были в достаточной мере сильны и независимы от любого политического влияния — и внешнего, и внутреннего, и не боялись бросить вызов устоявшимся правилам. 
С другой стороны, такие устоявшиеся правила действовали в полной мере лишь в окружении государств «своего мира» (например, Западная Европа или Ближний Восток), но не распространялись на военные вторжения и завоевательные действия в «чужом мире» (не обязательно объективно более низком по уровню составляющего его общества, но заведомо более чуждом тому обществу, к которому принадлежит сам завоеватель; при этом субъективно чужое население воспринимается как более низкое, например, любые «неверные» по отношению к «правоверным» мусульманам или любые язычники (включая даже мусульман) по отношению к христианам. 
В результате этого доктрина завоевания или отдельные характеризующие её элементы, включающие отбирание земли у коренного населения, вполне реализовывалась с древнейших времён ещё в Старом Свете в войнах между римлянами и карфагенянами, евреями и филистимлянами, греками и персами, в завоеваниях времён Великого переселения народов, в арабских завоеваниях, в Крестовых походах и походах Тевтонского ордена и т. д., и т. п. Более того, доктрина завоевания универсальна и интернациональна, поскольку в равной мере (и даже проще, благодаря освобождению от условностей в странах христианской цивилизации) осуществлялась вплоть до XX века по всему миру — от Китая до Африки, от Индии и Японии до Англии и России. Не чужда она была и самим коренным американцам как в государствах Южной Америки, так и в родоплеменных междоусобицах северо-американских индейцев и алеутов, только в последнем случае войны не часто велись именно за земли, которых имелось переизбыток с точки зрения развития экономики и численности населения. Но если военной добычей является не земля, а пленные (рабы, женщины, дети), то это не отменяет факт использования для обоснования своих прав именно доктрины завоевания. Равно как и сама доктрина открытия в равной степени относится и к правовому статусу территорий, и к правовому статусу населения этих территорий, приобретённому в обоих этих случаях вследствие единого факта — завоевания, то есть военного поражения побеждённых. Единственный рецепт защиты своих прав в рассматриваемой концепции доктрины завоевания — не быть побеждёнными. При этом именно на доктрине завоевания, а не доктрине открытия, изначально зиждился колониализм, и лишь потом была сформулирована доктрина открытия, как правило, против притязаний других колониальных государств и их подданных (иначе говоря, для разрешения споров с другими завоевателями в точках пересечения взаимных интересов). 
Более низкий уровень коренного населения является бонусом для удобства самого завоевания и правовой регламентации последствий завоевания — например, если аборигены ещё не образовали государства (родоплеменной строй) и не имели представления о правах собственности на землю (общинное землевладение или собирательство-охота-рыболовство), то завоевателю, конечно, будет намного удобнее, чем отторгать Иерусалим у арабов или Константинополь у византийцев. С другой стороны, наличие государства и правовой системы в государствах инков и ацтеков не помешало завоевателям стереть из истории и эти государства, и их правовые системы.
Стало быть, завоеватель вовсе не завоеватель, а первооткрыватель этих земель. Однако единственным реальным юридическим последствием создания доктрины открытия является взаимное признание принадлежности той или иной колонии (территории) тому или иному государству-завоевателю в практике общественных и политических отношений между самими завоевателями (колонизаторами). Причём оно имеет данное значение только в условиях неполного силового контроля над новоприобретённой территорией (открыли остров в океане, поставили флаг, а гарнизона не оставили, либо населили берег поселенцы, а армия и флот его не контролируют). В случае полного контроля колонии со стороны колонизатора, включающего силовую составляющую, колонии ничем не отличаются от его основной и исконной территории — против притязаний со стороны других государств.

## Происхождение
Происхождение доктрины восходит к выпущенной папой Николаем V булле Romanus Pontifex в 1452 году, где объявлялась война против всех нехристиан. Булла позволяла португальцам претендовать на земли в Западной Африке и завоёвывать их. Папа Александр VI распространил в 1493 году право на завоевание вновь открытых земель и на Испанию на основании буллы Inter caetera, уже после открытия Колумба. Споры между португальцами и испанцами заставили папу Александра пояснить, что захват позволен только в отношении нехристианских земель, а также провести демаркационную линию для разделения потенциальных сфер влияния двух стран в будущем, которая была уточнена годом позже в Тордесильясском договоре.
Таким образом, историческое происхождение доктрины открытия подтверждает, что она была разработана и первоначально сформулирована для применения в сфере внешних политических отношений между колонизаторами, а не между государством колонизатора и подвластным ему аборигенным населением колонии. Эта доктрина имела и имеет до настоящего времени значение в сфере публичной политики, взаимного признания границ и принадлежности территорий, а ранее — прежде всего, для исключения притязаний одних колонизаторов на потенциальные территории других, чтобы на пользу дела они не мешали друг другу, а договорились и разделили мир заранее, заодно исключив из сделки любых иных колонизаторов. Применение её Джоном Маршаллом в США в 1823 году является искусственным привлечением доктрины из международного публичного права в сферу отношений внутреннего гражданского и административного права, причём с единственной целью — юридически закрепить результаты колонизации, не используя терминологию доктрины завоевания.

## Законодательство США
Согласно решению Верховного суда США по делу «Джонсон против Минтоша», упомянутая теория христианского распространения и права на вновь открытые земли, несмотря на присутствие аборигенов, стала прецедентом для всех колониальных властей. Главный судья Джон Маршалл в своём решении указал, что Великобритания получила право обладания на земли, составлявшие будущие Соединённые штаты в момент, когда британцы их открыли. Маршалл сослался на грамоты об открытии, которые получил Джон Кабот, как доказательство того, что британцы действовали в рамках указанной доктрины. Племена, которые занимали земли, были в момент открытия не вполне суверенными и не имели права собственности на землю, но скорее право проживания на ней. Далее, только открывающая нация или её правопреемник может получать право собственности на землю аборигенов путём её завоевания или приобретения. Местные жители не вправе продавать землю отдельным гражданам, а только правительству страны-открывателя.
Доктрина использовалась во многих похожих случаях, в том числе и в XX веке. В деле «Нация чероки против штата Джорджия» суд поддержал мнение, что племена не являются независимыми государствами, но «местными зависимыми нациями». Решения по делам «Олифант против индейского племени Суквомиш» и «Дьюро против Рейна» со ссылкой на доктрину запретили индейским племенам вести уголовное преследование сначала неиндейцев, а затем индейцев, которые не были членами племени, на территории которого было совершено уголовное деяние.
Перечисленные прикладные задачи по делу «Джонсон против Минтоша» могли быть решены исключительно в рамках доктрины завоевания, поскольку именно государство завоевателя приобретает права на территорию, а не его подданные, и именно оно устанавливает правовой статус как аборигенов, так и их земель, в том числе может не признавать их права.